# الحبوب الزيتية في السودان

## موارد متعددة
يمتلك السودان موارد متعددة  في مجال إنتاج الحبوب الزيتية ويحوز على قدر مهم من سوق الصادر الدولي في الحبوب الزيتية  والصمغ العربي، إذ يعد من الدول التي يتحدد بها سعر السمسم عالميا  ويعتبرالسمسم من المحاصيل الرئيسية المكونة للحبوب الزيتية ومن أهم صادرات السودان ، اذ يتناوب على المرتبة الأولى في قائمة صادارت مع  القطن.

## السمسم
و يصدر السودان ثلاثة أنواع من السمسم  هي السمسم الأبيض، والمخلوط، والسمسم الأحمر.

### استخداماته
ويستعمل السمسم الأبيض والمخلوط على حد سواء في تصنيع الحلويات الراقية والطحنية والخبز، أما السمسم الأحمر، فيستعمل في استخرج الزيت والامباز ، حيث تبلغ نسبة الزيت فيه 48% كحد أدنى

#### مناطق زراعته
يزرع مطريا في شمال كردفان محافظتي أم روابة  شيكان كما يزرع في كل من القضارف والدمازين والرنك وفي مساحات صغيرة نسبياً في شمال درافور والولايات الجنوبية.

##### الفولالسوداني
ويعتبر الفول السوداني من أهم محاصيل الحبوب الزيتية فهو مصدر مهم  للسعرات الحرارية المركزة اللازمة لغذاء الإنسان والحيوان. يدخل الفول في كثير من الصناعات الغذائية وهو من أهم المحاصيل التي تستخرج منها الزيوت كما تستخدم مخلفات الامباز والقشرة كعلف للحيوانات.

## عناصره ومكوناته
الفول السوداني مفيد للإنسان والحيوان والتربة فبذوره تحتوي على نسبة عالية من الزيت تصل إلى 40-60% كما يحتوي على نسبة من البروتين تبلغ 16-28% وبعض الفيتامينات المهمة والمعادن والأحماض يحتاجها جسم الإنسان.

## طرق الري
يعد من المحاصيل النقدية والغذائية ذات الأهمية البالغة في السودان حيث يزرع مروياً في السهول الطينية ومطرياً في اراضي القيزان الرملية بغرب السودان الذي تحتل في كردفان خاصة شمال كردفان نسبة إنتاج عالية وتعتبر مناطق القطاع المطري التقليدية في شمال وغرب كردفان هي المنتج الأساسي للفول السوداني من حيث المساحة والإنتاج بالإضافة لبعض المناطق الطينية التي يزرع فيها الفول اعتمادا علي الري المطري

### انواعة
يعتبر الفول السودانى ثانى محصول من محاصيل الحبوب الزيتية من حيث الاهمية هنالك نوعان من الفول السودانى تزرع في السودان هي فول (الاشفورد ) ويزرع في القطاع المروى كمشروع الجزيرة والنوع الثانى (الباربيون ) ويزرع في القطاع المطرى بغرب السودان. والذى يتميز بصغر حجم الحبة واحتوائه على نسبة عالية من الزيوت.

#### اصناف مجازة
ويوجد الفول السوداني في اصناف مختلفة وتم اجازة صنفين اخرين هما الأحمدي وتوزي بجانب اصناف القطاع المطري حيث يزرع الصنف سودري كما أجيز اخيرا الصنف غبيش وتفوق هذه الأصناف الصنف التقليدي بنسبة 20-7% - 19-7% - 11- 7% . وتعتبر الصين، امريكا، الهند، غامبيا، الأرجنتين ونجيريا من الدول المنافسة للسودان في زراعة الفول السودانى.

#### الدول المستوردة
وتستورد  انجلترا، مصر، الاردن، لبنان، سوريا، رومانيا، المغرب، هولندا، اليمن، الامارات العربية المتحدة، بلغاريا الفول من السودان.